# 国家森林草原防灭火指挥部
国家森林草原防灭火指挥部，是中华人民共和国国务院议事协调机构，负责领导指挥森林草原防灭火工作。

## 沿革
中华人民共和国最早的森林防火部门是1950年由东北人民政府组建的武装护林大队。1957年1月，中华人民共和国林业部成立护林防火办公室，主管全国护林防火业务工作，森林防火进入“以群防群护为主，群众与专业护林相结合”时期，各地先后成立省级森林防火机构。1979年，《中华人民共和国森林法（试行）》从法律上规定了森林防火机构和要求。到1986年底，全国18个省（自治区）建立了省级森林防火机构。
1987年大兴安岭火灾扑灭后，1987年7月18日，经国务院、中央军委批准，成立中央森林防火总指挥部（1988年更名国家森林防火总指挥部），国务院副总理田纪云任总指挥。同时，国务院颁布实施中华人民共和国首部专门的森林防火行政法规《森林防火条例》，贵州、宁夏、江苏、青海、海南、山东等省（自治区）很快成立了省级森林防火机构。至此，全国以国家森林防火总指挥部为中心，正式建立起辐射全国的森林防火组织指挥体系。全国31个省（自治区、直辖市），350个地区（地级市、自治州）、林管局，2600多个县（县级市、区、旗）、林业局成立了森林防火指挥部，下设办事机构并配专职人员。全国131个国营林业局、4100余个国营林场及林区的厂矿、乡村、农场、牧场、铁路等部门也多建立了护林防火组织，配备专职或兼职护林人员。
1988年1月16日国务院公布，自1988年3月15日起施行的《森林防火条例》第六条规定，“国家设立中央森林防火总指挥部，其职责是：（一）检查、监督各地区、各部门贯彻执行国家森林防火工作的方针、政策、法规和重大行政措施的实施，指导各地方的森林防火工作；（二）组织有关地区和部门进行重大森林火灾的扑救工作。（三）协调解决省、自治区、直辖市之间、部门之间有关森林防火的重大问题；（四）决定有关森林防火的其他重大事项。”“中央森林防火总指挥部办公室设在国务院林业主管部门。”
国家森林防火总指挥部历次全体会议是：
- 中央森林防火总指挥部第一次全体会议：1987年8月24日召开，田纪云讲话[4]。
- 中央森林防火总指挥部第二次全体会议：1988年2月5日在北京召开，田纪云讲话[5]。
- 中央森林防火总指挥部第三次全体会议：1988年8月26日召开[6]。
- 国家森林防火总指挥部第四次全体会议：1989年召开，田纪云讲话[7]。
- 国家森林防火总指挥部第五次全体会议：1989年召开，田纪云讲话[8]。
- 国家森林防火总指挥部第六次全体会议暨全国森林防火先进单位和模范表彰电话会议：1990年2月19日在北京召开，田纪云讲话[9][10]。
- 国家森林防火总指挥部第七次全体会议：1990年8月27日在北京召开，田纪云讲话[11]。
- 国家森林防火总指挥部第八次全体会议：1991年3月9日在北京召开，田纪云讲话[12]。
- 国家森林防火总指挥部第九次全体会议：1992年2月召开[13]。

1993年国务院机构改革，4月19日《关于国务院议事协调机构和临时机构设置的通知》（国发〔1993〕27号）称，“国务院的其他非常设机构一律撤销。”国家森林防火总指挥部由此撤销。
1993年6月6日《国务院批转林业部关于进一步加强森林防火工作报告的通知》称，“国家森林防火总指挥部撤销后，地方各级人民政府要进一步负起森林防火的责任，林业部要做好对森林防火的检查、监督和协调，各有关部门要积极支持，共同做好森林防火工作。国务院同意由林业部牵头，组织有关部门建立部际联席会议制度，协调解决森林防火工作中的重大问题。原国家森林防火总指挥部的政策性、规范性文件仍然有效，要保持工作的连续性和稳定性。”
2002年10月12日，经中央机构编制委员会办公室批准，国家林业局决定在原森林火灾预报信息中心的基础上成立“国家林业局森林防火预警监测信息中心”。
2006年5月29日，《国务院办公厅关于成立国家森林防火指挥部的通知》（国办发〔2006〕41号）称，“为进一步加强对森林防火工作的领导，完善预防和扑救森林火灾的组织指挥体系，充分发挥各部门在森林防火工作中的职能作用，经国务院同意，成立国家森林防火指挥部。”
截至2016年底，全国共建有森林防火指挥部3319个、办事机构3500个，森林防火专职管理人员23962人，11个省（自治区、直辖市）设立了专职指挥员。
2018年3月17日第十三届全国人民代表大会第一次会议通过《第十三届全国人民代表大会第一次会议关于国务院机构改革方案的决定》，批准《国务院机构改革方案》。方案规定：“组建应急管理部。将国家安全生产监督管理总局的职责，国务院办公厅的应急管理职责，公安部的消防管理职责，民政部的救灾职责，国土资源部的地质灾害防治、水利部的水旱灾害防治、农业部的草原防火、国家林业局的森林防火相关职责，中国地震局的震灾应急救援职责以及国家防汛抗旱总指挥部、国家减灾委员会、国务院抗震救灾指挥部、国家森林防火指挥部的职责整合，组建应急管理部，作为国务院组成部门。中国地震局、国家煤矿安全监察局由应急管理部管理。公安消防部队、武警森林部队转制后，与安全生产等应急救援队伍一并作为综合性常备应急骨干力量，由应急管理部管理。不再保留国家安全生产监督管理总局。”
2018年9月30日，根据《国务院办公厅关于调整成立国家森林草原防灭火指挥部的通知》（国办发〔2018〕92号），国家森林防火指挥部调整为国家森林草原防灭火指挥部。

## 职责
2006年《国务院办公厅关于成立国家森林防火指挥部的通知》规定指挥部的主要职责是，“指导全国森林防火工作和重特大森林火灾扑救工作，协调有关部门解决森林防火中的问题，检查各地区、各部门贯彻执行森林防火的方针政策、法律法规和重大措施的情况，监督有关森林火灾案件的查处和责任追究，决定森林防火其他重大事项。”

## 组成人员
原国家森林防火总指挥部历任总指挥、副总指挥、秘书长是：

| 总指挥 - 田纪云（1987年—1993年，国务院副总理） 秘书长 - 刘广运（1987年—1992年，林业部副部长） | 副总指挥 - 李昌安（1987年—1993年，国务院副秘书长） - 高德占（1987年—1993年，林业部部长） - 王守仁（1987年—1989年，总参谋部作战部副部长） - 符传荣（1989年—1993年，总参谋部作战部副部长） |

| 2006年《国务院办公厅关于成立国家森林防火指挥部的通知》确定的组成人员是： 总指挥 - 贾治邦（国家林业局局长） 副总指挥 - 雷加富（国家林业局副局长） - 戚建国（总参作战部部长） - 梁洪（武警部队副司令员） 成员 - 武大伟（外交部副部长） - 杜鹰（发展改革委副主任） - 刘金国（公安部副部长） - 李立国（民政部副部长） - 廖晓军（财政部副部长） - 胡亚东（铁道部副部长） - 冯正霖（交通部副部长） - 奚国华（信息产业部副部长） - 张宝文（农业部副部长） - 李军（民航总局副局长） - 雷元亮（广电总局副局长） - 许小峰（中国气象局副局长） - 王国庆（新闻办副主任） - 白自兴（总参动员部副部长） - 刘国华（总参陆航部副部长） - 韩祥林（武警森林指挥部主任） | 2008年4月21日《国务院办公厅关于调整国家森林防火指挥部成员的通知》（国办发〔2008〕31号）调整后的组成人员是： 总指挥 - 贾治邦（林业局局长） 副总指挥 - 雷加富（林业局副局长） - 戚建国（总参谋部作战部部长） - 息中朝（武警部队副司令员） 成员 - 武大伟（外交部副部长） - 杜鹰（发展改革委副主任） - 奚国华（工业和信息化部副部长） - 刘金国（公安部副部长） - 李立国（民政部副部长） - 丁学东（财政部副部长） - 冯正霖（交通运输部副部长） - 胡亚东（铁道部副部长） - 张宝文（农业部副部长） - 雷元亮（广电总局副局长） - 王国庆（新闻办副主任） - 许小峰（气象局副局长） - 杨国庆（民航局副局长） - 白自兴（总参谋部动员部部长） - 袁继昌（总参谋部陆航部副部长） - 韩祥林（武警森林指挥部主任） 2012年《国务院办公厅关于调整国家森林防火指挥部组成人员的通知》（国办发〔2012〕18号）调整后的总指挥、副总指挥是： 总指挥 - 赵树丛（林业局局长） 副总指挥 - 孙扎根（林业局副局长） - 白建军（总参谋部作战部部长） - 戴肃军（武警部队副司令员） - 杜永胜（国家森林防火指挥部专职副总指挥） |

| 2013年8月23日《国务院办公厅关于调整国家森林防火指挥部组成人员的通知》（国办发〔2013〕91号）调整后的组成人员是： 总指挥 - 赵树丛（林业局局长） 副总指挥 - 孙扎根（林业局副局长） - 白建军（总参谋部作战部部长） - 薛国强（武警部队副司令员） - 杜永胜（国家森林防火指挥部专职副总指挥） 成员 - 刘振民（外交部副部长） - 杜鹰（发展改革委副主任） - 尚冰（工业和信息化部副部长） - 刘金国（公安部副部长） - 姜力（民政部副部长） - 胡静林（财政部部长助理） - 冯正霖（交通运输部副部长） - 于康震（农业部副部长） - 聂辰席（新闻出版广电总局副局长） - 王志发（旅游局副局长） - 李伍峰（新闻办副主任） - 矫梅燕（气象局副局长） - 夏兴华（民航局副局长） - 王文清（总参谋部动员部副部长） - 孙德龙（总参谋部陆航部副部长） - 杜连英（总后勤部基建营房部副部长） - 赵鹏敏（空军副参谋长） - 何宏成（武警森林指挥部主任） - 胡亚东（中国铁路总公司副总经理） | 2016年3月13日《国务院办公厅关于调整国家森林防火指挥部组成人员的通知》（国办发〔2016〕12号）调整后的组成人员是： 总指挥 - 张建龙（林业局局长） 副总指挥 - 张永利（林业局副局长） - 曲睿（中央军委联合参谋部作战局副局长） - 戴肃军（武警部队副司令员） - 杜永胜（国家森林防火指挥部专职副总指挥） 成员 - 刘振民（外交部副部长） - 范恒山（发展改革委副秘书长） - 陈肇雄（工业和信息化部副部长） - 李伟（公安部副部长） - 窦玉沛（民政部副部长） - 胡静林（财政部副部长） - 刘小明（交通运输部党组成员） - 于康震（农业部副部长） - 田进（新闻出版广电总局副局长） - 吴文学（旅游局副局长） - 崔玉英（新闻办副主任） - 矫梅燕（气象局副局长） - 王志清（民航局副局长） - 李霓（中央军委后勤保障部军事设施建设局副局长） - 王文清（中央军委国防动员部民兵预备役局局长） - 袁继昌（陆军副参谋长） - 赵鹏敏（空军副参谋长） - 沈金伦（武警森林指挥部司令员） - 杨宇栋（中国铁路总公司副总经理） 2016年调整后的副总指挥是： 副总指挥 - 李树铭（国家林业局副局长） - 蔡军（中央军委联合参谋部作战局副局长） - 马广仁（专职副总指挥兼办公室主任） |

| 2018年9月30日《国务院办公厅关于调整成立国家森林草原防灭火指挥部的通知》（国办发〔2018〕92号）调整后的组成人员是： 总指挥 - 王勇（国务委员） 副总指挥 - 黄明（应急部党组书记） - 王玉普（应急部部长） - 孟扬（国务院副秘书长） - 张建龙（林草局局长） - 蔡军（中央军委联合参谋部作战局副局长） 成员 - 郭卫民（中央宣传部部务会议成员、新闻办副主任） - 孔铉佑（外交部副部长） - 张勇（发展改革委副主任） - 陈肇雄（工业和信息化部副部长） - 孙力军（公安部副部长） - 高晓兵（民政部副部长） - 刘伟（财政部副部长） - 戴东昌（交通运输部副部长） - 于康震（农业农村部副部长） - 王晓峰（文化和旅游部党组成员） - 付建华（应急部副部长） - 范卫平（广电总局副局长） - 余勇（气象局副局长） - 李树铭（林草局副局长） - 王志清（民航局副局长） - 杨吉贵（中央军委国防动员部民兵预备役局局长） - 琼色（应急部消防救援局负责人） - 徐平（应急部森林消防局负责人） - 刘振芳（中国铁路总公司副总经理） |

## 办事机构
应急管理部火灾防治管理司（简称应急部火灾防治司），与国家森林草原防灭火指挥部办公室合署办公，是中华人民共和国应急管理部内设机构。

### 沿革
1987年中央森林防火总指挥部成立后，其办事机构中央森林防火总指挥部办公室（1988年更名国家森林防火总指挥部办公室）设在林业部。
2006年《国务院办公厅关于成立国家森林防火指挥部的通知》规定，国家森林防火指挥部办公室设在国家林业局，主要职责是：“联系指挥部成员单位，贯彻执行国务院、国家森林防火指挥部的决定和部署，组织检查全国森林火灾防控工作，掌握全国森林火情，发布森林火险和火灾信息，协调指导重特大森林火灾扑救工作，督促各地查处重要森林火灾案件，承担国家森林防火指挥部日常工作。”国家森林防火指挥部办公室牌子挂在国家林业局森林公安局（公安部十六局）。
国家林业局森林公安局的职责是：
1. 指导森林公安工作，组织拟定森林公安政策、法规、制度并监督执行。
2. 管理森林公安队伍，承办森林公安机构设置、警力配备、警衔审批、领导干部协管、表彰奖励、教育培训和优抚工作，归口管理南京森林警察学院，协管长春森林公安培训中心。
3. 指导森林公安系统警务督查，督办森林公安机关民警重大违法违纪案件，指导森林公安机关宣传和理论研究工作。
4. 协调和督促查处特大森林案件，组织打击破坏森林及野生动植物资源违法犯罪活动的统一行动、专项斗争和专项治理。
5. 指导林区社会治安治理工作，指导林区禁毒工作，指导森林公安系统行政执法工作和行政法制建设。
6. 指导森林公安系统装备建设，指导森林公安基础设施建设，制定森林公安发展建设规划并组织实施。
7. 负责联系指挥部成员单位，贯彻执行国务院、国家森林防火指挥部的决定和部署。负责检查各地区、各部门贯彻执行森林防火方针政策、法律法规和重大措施情况，协调解决森林防火中的问题。
8. 负责掌握全国森林火情，发布森林火险和火灾信息，组织开展森林防火宣传工作。
9. 组织、协调、指导、监督全国森林火灾防控工作。组织拟订森林防火工作的政策法规、制度并监督执行；组织制定并实施森林防火发展战略、中长期规划；组织、指导、协调武警森林部队和专业森林防扑火队伍的防扑火工作；指导森林防火基础设施建设；监督检查专项资金使用落实情况。
10. 协调指导重特大森林火灾扑救工作。组织拟订并实施国家重特大森林火灾应急预案；制定并实施国家森林防火指挥部办公室重特大森林火灾应急预案；指导各地森林火灾应急预案编制及演练工作；承担与周边国家森林防火协定的履约工作，指导边境防火隔离带的开设；负责国家扑火物资储备的管理和调拨等工作。
11. 督促各地查处重要森林火灾案件，组织实施森林消防监督，指导森林防火行政执法工作。
12. 指导、协调航空护林工作，归口管理东北航空护林中心、西南航空护林总站。
13. 指导全国森林防火科技建设，组织开展森林防火科学研究和技术标准制定工作，组织协调重特大森林火灾火场应急通信保障工作。
14. 承担国家森林防火指挥部日常工作，领导森林防火预警监测信息中心。
15. 承办国家林业局、公安部交办的其它事项[31]。

2018年9月30日《国务院办公厅关于调整成立国家森林草原防灭火指挥部的通知》规定，国家森林草原防灭火指挥部办公室设在应急部，承担指挥部日常工作，办公室主任由应急部部长王玉普兼任。应急管理部火灾防治管理司司长彭小国担任国家森林草原防灭火指挥部办公室常务副主任，负责办公室日常工作。

### 历任领导
国家森林草原防灭火指挥部办公室历任主任、副主任是：

| 主任 - 刘广运（1987年－1992年，兼任） - 雷加富（2006年5月29日－2008年6月，兼任） - 孙扎根（2008年10月－2015年9月，兼任） - 杜永胜（2015年－2016年11月，兼任） - 马广仁（2016年11月－，兼任） | 副主任 - 徐洪（？－？，林业部防火办主任） - 杜永胜（2006年5月29日－2011年11月，森林公安局局长（森林防火办公室主任）） - 焦德发（？－？，森林公安局副局长；？－？，森林公安局政治委员） - 张萍（？－？，森林公安局副局长） - 王海忠（？－？，森林公安局局长） - 崔永环（？－？，森林公安局副局长） - 柳学军（？－？，森林公安局副局长） - 李明（？－？，森林公安局副局长） - 王元法（？－？，森林公安局副局长） - 王新凯（？－？，森林公安局副巡视员） |

森林公安局其他官员
- 曹真（？－？，森林公安局巡视员）[40]
- 潘世学（？－？，森林公安局副局长）[41]